# Harris Flanagin

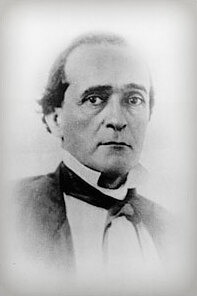
Harris Flanagin.

Harris Flanagin, född 3 november 1817 i Cumberland County, New Jersey, död 23 september 1874 i Arkadelphia, Arkansas, var en amerikansk politiker. Han var guvernör i Arkansas 1862-1864, medan Arkansas var en av Amerikas konfedererade stater.

## Ungdom och tidiga liv
Flanagin föddes i New Jersey till James Flanagin och Mary Harris. Hans farfar hade 1765 kommit till USA från Irland. Harris Flanagin gick i skola i New Jersey, undervisade sedan matematik i Pennsylvania och grundade en egen privatskola i Illinois. Han studerade därefter juridik och flyttade 1839 till Arkansas.

## Politiker före kriget
Flanagin inledde sin politiska karriär i Whigpartiet. Han var ledamot av Arkansas House of Representatives, underhuset i delstatens lagstiftande församling, 1842-1844. Han gifte sig 1851 med Martha Elizabeth Nash. Flanagin blev demokrat efter Whigpartiets nedgång. Flanagin var ingen ivrig förespråkare av Arkansas utträde ur USA men han valdes i alla fall som secessionist till konventet som beslöt om utträdet (Arkansas Secession Convention). 

## Officer och guvernör under inbördeskriget
Flanagin deltog sedan i amerikanska inbördeskriget i sydstatsarmén, först som kapten och sedan som överste. Han valdes 1862 till guvernör utan kampanj trots att han inte ens var särskilt känd. Missnöjet mot Henry Rector var såpass stort i Arkansas. Flanagin fick ett meddelande till fronten att han hade vunnit guvernörsvalet och han fick åka till Little Rock för att tillträda som guvernör. Året därpå ockuperade nordstaternas armé Little Rock och Flanagin fick i fortsättningen utöva sitt ämbete i Washington, Arkansas. En ny guvernör, Isaac Murphy, tillträdde 18 april 1864 i Little Rock, medan Flanagin stannade kvar på territoriet som kontrollerades av sydstatstrupperna.

## Advokat efter kriget
Flanagin arbetade som advokat i Arkadelphia efter kriget. 

## Gravplats
Flanagins grav finns på Rose Hill Cemetery i Arkadelphia.